# Werner Levie
Werner Josef Levie (geboren 27. März 1903 in Berlin; gestorben 26. Mai 1945 in Tröbitz) war ein niederländischer jüdischer Verbandspolitiker.

## Leben
Werner Levies niederländischer Vater Hermann Levie zog 1905 in die USA und galt danach als verschollen. Seine Mutter Lucie Friedland war Hutarbeiterin in der Berliner Fabrik ihres Bruders, welcher die Vormundschaft Werners übernahm. Levie besuchte das Königstädtische Realgymnasium, wurde 1917 Mitglied der zionistischen Jugendorganisation Blau Weiß und träumte von einer Auswanderung nach Palästina. Levie arbeitete im Betrieb seines Onkels und studierte Nationalökonomie an der Universität Berlin. Er wurde 1926 bei Werner Sombart promoviert. Er arbeitete als freier Wirtschaftsjournalist für die Zeitungen des Ullstein-Verlags und machte sich einen Namen. Finanziell unabhängig heiratete er 1931 Alice (Liesl) Wolfski (1910–1997), sie haben zwei Töchter. Er war 1931 Mitgründer der Berliner Jüdischen Zeitung (BJZ), die allerdings während der Weltwirtschaftskrise nur zwei Jahre lang erschien. Mit der Machtübergabe an die Nationalsozialisten 1933 wurde Levies Mitarbeit von den bürgerlichen Zeitungen aus rassistischen Gründen beendet.
Levie beteiligte sich 1933 in Berlin mit Kurt Singer an der Gründung des Berliner Jüdischen Kulturbundes, in dem Singer Intendant und Levie Verwaltungsdirektor wurden. Als in den größeren Städten des Deutschen Reichs ebenfalls Kulturbünde geschaffen wurden, wurde der Niederländer Levie 1935 zum Generalsekretär des „Reichsvereinigung der jüdischen Kulturbünde in Deutschland“ ernannt. Beaufsichtigt wurde der Kulturbund vom „Reichskulturwalter“ Hans Hinkel im Reichspropagandaministerium.
Parallel zur Veranstaltungsarbeit entwickelten Singer und Levie einen Plan für den Transfer der Künstler des Kulturbundes nach Palästina, und Levie reiste 1936 und 1938 nach Palästina. Er wurde Vorstandsmitglied bei Keren Hayesod. Ab Anfang 1938 mit dem Anschluss Österreichs lief ihnen aber die Zeit davon. Bei der Reichspogromnacht im November 1938 war Singer auf einer Amerikareise, und so wurde Levie auf Geheiß des Propagandaministeriums die Gesamtleitung der Reichsvereinigung jüdischer Kulturbünde übertragen.

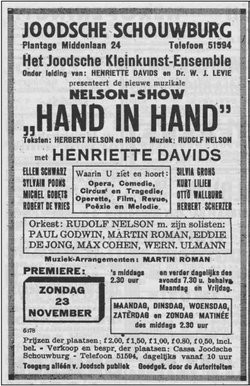
Henriette Davids und W. J. Levie als Leiter der Joodsche Schouwburg 1941

Im Mai 1939 schickte Levie seine Familie und seine Mutter in die vermeintlich sicheren Niederlande, wo Liesl sich mit Etty Hillesum anfreundete, er selbst folgte Ende August, einen Tag vor Kriegsausbruch. Der Versuch der Familie, im Mai 1940 mit Touristenfahrscheinen die Überfahrt nach Palästina anzutreten, scheiterte an der deutschen Invasion der Niederlande. In Amsterdam gründete er im Oktober 1941 mit Heintje Davids und Rudolf Nelson einen jüdischen Kulturbund mit einem Kleinkunstprogramm, das in der Joodse Schouwburg aufgeführt wurde.
Im Juni 1943 wurde die Familie Levie von den Deutschen im Durchgangslager Westerbork inhaftiert, im Oktober wurde Levies Mutter von den Deutschen in das Vernichtungslager Sobibor deportiert. Im Januar 1944 kam die Familie in das Konzentrationslager Bergen-Belsen und hatte eine vage Aussicht im Rahmen eines Gefangenenaustausches mit einem Palästinazertifikat ausreisen zu können. Levies Familie geriet im April 1945 auf einen Eisenbahnzug von Bergen-Belsen mit dem Ziel Theresienstadt, dessen Odyssee durch das Kampfgebiet in Tröbitz endete. Levie starb an den Haftfolgen und an der auch nach der Befreiung unter den Häftlingen noch grassierenden Typhusepidemie. Alice Levie zog wieder in die Niederlande und später zu ihrer Tochter nach Israel und starb 1997 im Kibbuz Gal’ed.

## Schriften (Auswahl)
- Die Krefelder Samt- und Seidenweberei, ihre betriebliche Entwicklung und Konzentration. Borna-Leipzig: Noske, 1929 Berlin, Phil. Diss., 1929